# Željezničko cestovni prijelaz
Željezničko-cestovni prijelaz (kratica ŽCP) je mjesto križanja željezničke pruge i ceste. 

## Regulacija prometa i signalizacija
Regulacija prometa se vrši signalima (likovnim ili svjetlosnim). Na prugrama velikih brzina (po definiciji, one koje omogućuju promet preko 200 km/h), se obično ne koriste željezničko-cestovni prijelazi, nego nadvožnjaci i podvožnjaci.
Kako bi se promet po pruzi mogao obavijati nesmetano i sigurno za sve sudionike, za cestovna vozila se koriste prometni znakovi "Andrijin križ", "Stop", svjetlosni signali te rampa s polubranicima ili branicima na prugama, gdje je intenzitet prometa vrlo gust i gdje su brzine u prosjeku veće.

## Vrste željezničko-cestovnih prijelaza u Hrvatskoj
- ŽCP s branicima i svjetlosnim signalima u Pulskom naselju Šijana
- ŽCP s polubranicima i svjetlosnim signalima između Krapine i Đurmanca
- ŽCP zaštićen prometnim znakovima i svjetlosnim signalima  u Bakru
- ŽCP zaštićen samo prometnim znakovima u blizini Kanfanara

## Poveznice
|  | Zajednički poslužitelj ima još gradiva o temi Željezničko-cestovni prijelaz |